# Olympische Sommerspiele 2004/Leichtathletik – 400 m (Frauen)
Der 400-Meter-Lauf der Frauen bei den Olympischen Spielen 2004 in Athen wurde am 21., 22. und 24. August 2004 im Olympiastadion Athen ausgetragen. 42 Athletinnen nahmen teil.
Olympiasiegerin wurde Tonique Williams-Darling von den Bahamas. Sie gewann vor der Mexikanerin Ana Guevara und der Russin Natalja Antjuch.
Athletinnen aus Deutschland, der Schweiz, Österreich und Liechtenstein nahmen nicht teil.

## Aktuelle Titelträgerinnen
| Olympiasiegerin 2000                      | Cathy Freeman ( Australien)           | 49,11 s | Sydney 2000        |
| Weltmeisterin 2003                        | Ana Guevara ( Mexiko)                 | 48,89 s | Paris 2003         |
| Europameisterin 2002                      | Olesja Sykina ( Russland)             | 50,45 s | München 2002       |
| Panamerikanische Meisterin 2003           | Ana Guevara ( Mexiko)                 | 50,36 s | Santo Domingo 2003 |
| Zentralamerika und Karibik-Meisterin 2003 | Hazel-Ann Regis ( Grenada)            | 51,56 s | St. George’s 2003  |
| Südamerika-Meisterin 2003                 | Geisa Aparecida Coutinho ( Brasilien) | 51,81 s | Barquisimeto 2003  |
| Asienmeisterin 2003                       | Yin Yin Khine ( Myanmar)              | 52,96 s | Manila 2003        |
| Afrikameisterin 2004                      | Fatou Bintou Fall ( Senegal)          | 50,62 s | Brazzaville 2004   |
| Ozeanienmeisterin 2002                    | Makalesi Bulikiobo ( Fidschi)         | 56,67 s | Christchurch 2002  |

## Rekorde

### Bestehende Rekorde
| Weltrekord         | 47,80 s | Marita Koch ( DDR)             | Canberra, Australien   | 6. Oktober 1985 |
| Olympischer Rekord | 48,25 s | Marie-José Pérec ( Frankreich) | Finale OS Atlanta, USA | 29. Juli 1996   |

Der bestehende olympische Rekord wurde bei diesen Spielen nicht erreicht. Die schnellste Zeit erzielte die Olympiasiegerin Tonique Williams-Darling von den Bahamas mit 49,42 s im Finale am 24. August. Den Olympiarekord verfehlte sie dabei um 1,17 Sekunden. Zum Weltrekord fehlten ihr 1,62 Sekunden.

### Rekordverbesserungen
Es wurden fünf neue Landesrekorde aufgestellt:
- 63,57 s – Ruwida El-Hubti (Libyen), erster Vorlauf am 21. August
- 53,77 s – Amantle Montsho (Botswana), dritter Vorlauf am 21. August
- 51,91 s – Egle Uljas (Estland), vierter Vorlauf am 21. August
- 60,92 s – Shifana Ali (Malediven), vierter Vorlauf am 21. August
- 63,28 s – Salamtou Hassane (Niger), sechster Vorlauf am 21. August

## Vorrunde
Insgesamt wurden sechs Vorläufe absolviert. Für das Halbfinale qualifizierten sich pro Lauf die ersten drei Athletinnen (hellblau unterlegt). Darüber hinaus kamen die sechs Zeitschnellsten, die sogenannten Lucky Loser (hellgrün unterlegt), weiter.
Anmerkung: Alle Zeitangaben sind auf Ortszeit Athen (UTC+2) bezogen.

### Vorlauf 1
21. August 2004, 9:50 Uhr
| Platz | Name              | Nation         | Zeit (s) | Anmerkung |
| ----- | ----------------- | -------------- | -------- | --------- |
| 1     | Ana Guevara       | Mexiko         | 50,93    |           |
| 2     | Lee McConnell     | Großbritannien | 51,19    |           |
| 3     | Grażyna Prokopek  | Polen          | 51,29    |           |
| 4     | Fatou Bintou Fall | Senegal        | 51,87    |           |
| 5     | Hortense Béwouda  | Kamerun        | 52,11    |           |
| 6     | Oksana Lunewa     | Kirgisistan    | 52,94    |           |
| 7     | Ruwida El-Hubti   | Libyen         | 63,57    | NR        |

### Vorlauf 2
21. August 2004, 9:57 Uhr
| Platz | Name                | Nation              | Zeit (s) |
| ----- | ------------------- | ------------------- | -------- |
| 1     | Monique Hennagan    | USA                 | 51,02    |
| 2     | Marijana Dimitrowa  | Großbritannien      | 51,29    |
| 3     | Kaltouma Nadjina    | Tschad              | 51,50    |
| 4     | Nadia Davy          | Jamaika             | 52,04    |
| 5     | Maria Laura Almirão | Brasilien           | 52,10    |
| 6     | Kirsi Mykkänen      | Finnland            | 52,53    |
| 7     | Bo Fanfang          | Volksrepublik China | 56,01    |

### Vorlauf 3

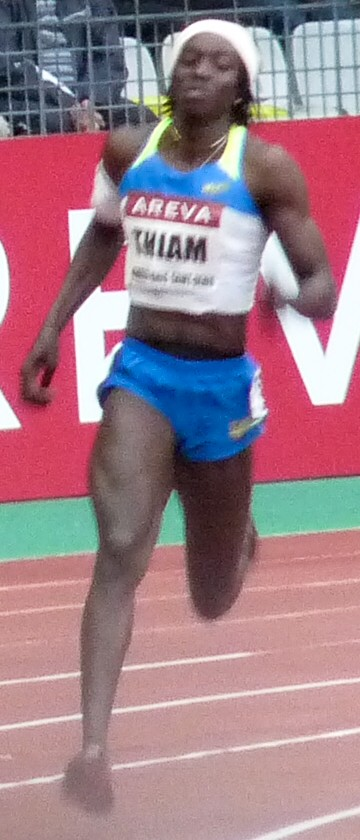
Amy Mbacké Thiam, Weltmeisterin von 2001, schied als Sechste des dritten Vorlaufs aus
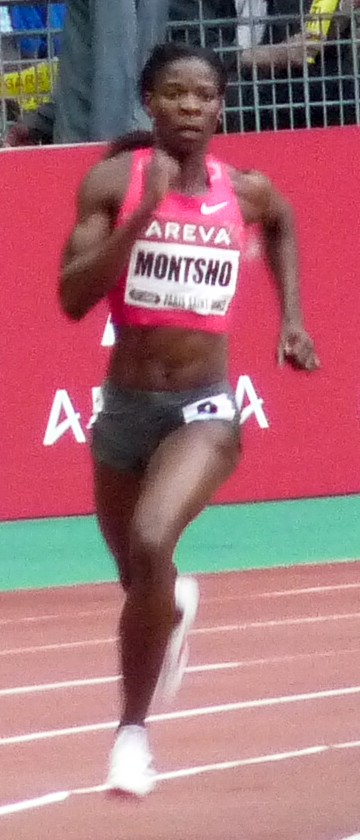
Amantle Montsho – ausgeschieden als Sechste des dritten Vorlaufs

21. August 2004, 10:04 Uhr
| Platz | Name             | Nation         | Zeit (s) | Anmerkung |
| ----- | ---------------- | -------------- | -------- | --------- |
| 1     | Natalja Nasarowa | Russland       | 50,82    |           |
| 2     | Donna Fraser     | Großbritannien | 51,19    |           |
| 3     | Hazel-Ann Regis  | Grenada        | 51,66    |           |
| 4     | Estie Wittstock  | Südafrika      | 51,89    |           |
| 5     | Amy Mbacké Thiam | Senegal        | 52,44    |           |
| 6     | Amantle Montsho  | Botswana       | 53,77    | NR        |
| 7     | Zamira Amirova   | Usbekistan     | 54,43    |           |

### Vorlauf 4
21. August 2004, 10:11 Uhr
| Platz | Name                   | Nation     | Zeit (s) | Anmerkung |
| ----- | ---------------------- | ---------- | -------- | --------- |
| 1     | Natalja Antjuch        | Russland   | 50,54    |           |
| 2     | DeeDee Trotter         | USA        | 50,56    |           |
| 3     | Novlene Williams-Mills | Jamaika    | 50,59    |           |
| 4     | Aliann Pompey          | Guyana     | 51,33    |           |
| 5     | Egle Uljas             | Estland    | 51,91    | NR        |
| 6     | Swetlana Bodrizkaja    | Kasachstan | 53,35    |           |
| 7     | Shifana Ali            | Malediven  | 60,92    | NR        |

### Vorlauf 5
21. August 2004, 10:18 Uhr
| Platz | Name                     | Nation    | Zeit (s) |
| ----- | ------------------------ | --------- | -------- |
| 1     | Tonique Williams-Darling | Bahamas   | 51,20    |
| 2     | Swjatlana Ussowitsch     | Belarus   | 51,37    |
| 3     | Antonina Jefremowa       | Ukraine   | 51,53    |
| 4     | Mireille Nguimgo         | Kamerun   | 51,90    |
| 5     | Allison Beckford         | Jamaika   | 52,85    |
| 6     | Sandrine Thiébaud-Kangni | Togo      | 52,87    |
| 7     | Damayanthi Dharsha       | Sri Lanka | 54,58    |

### Vorlauf 6

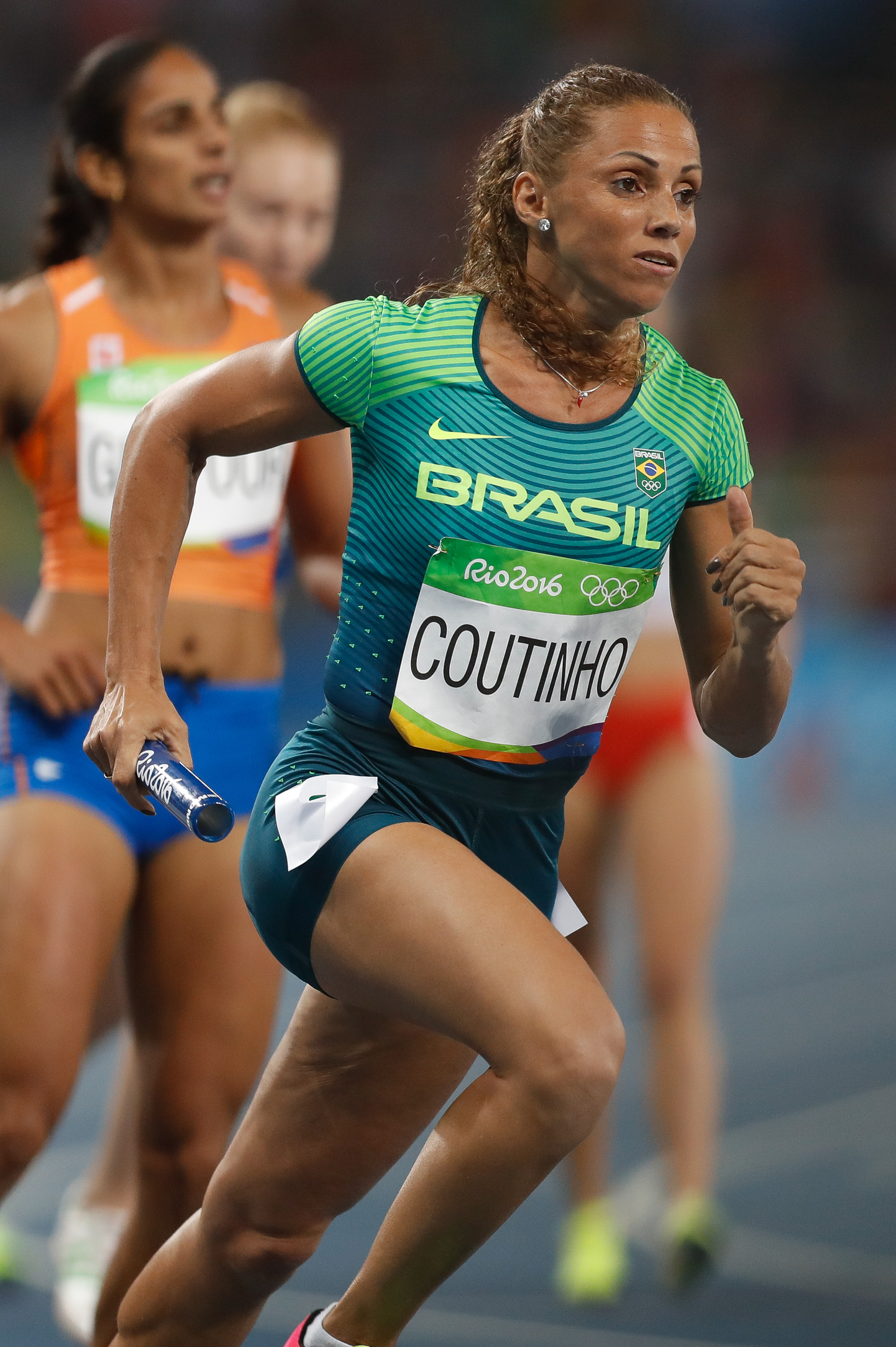
Geisa Aparecida Coutinho – ausgeschieden als Fünfte des sechsten Vorlaufs

21. August 2004, 10:25 Uhr
| Platz | Name                     | Nation              | Zeit (s) | Anmerkung |
| ----- | ------------------------ | ------------------- | -------- | --------- |
| 1     | Sanya Richards-Ross      | USA                 | 50,11    |           |
| 2     | Christine Amertil        | Bahamas             | 50,23    |           |
| 3     | Christine Ohuruogu       | Großbritannien      | 50,50    |           |
| 4     | Tiandra Ponteen          | St. Kitts und Nevis | 51,17    |           |
| 5     | Geisa Aparecida Coutinho | Brasilien           | 52,18    |           |
| 6     | Makelesi Bulikiobo       | Fidschi             | 53,58    |           |
| 7     | Salamtou Hassane         | Niger               | 63,28    | NR        |

## Halbfinale
Für das Finale qualifizierten sich in den drei Halbfinalläufen pro Lauf die ersten zwei Athletinnen (hellblau unterlegt). Darüber hinaus kamen die zwei Zeitschnellsten, die sogenannten Lucky Loser (hellgrün unterlegt), weiter.

### Lauf 1

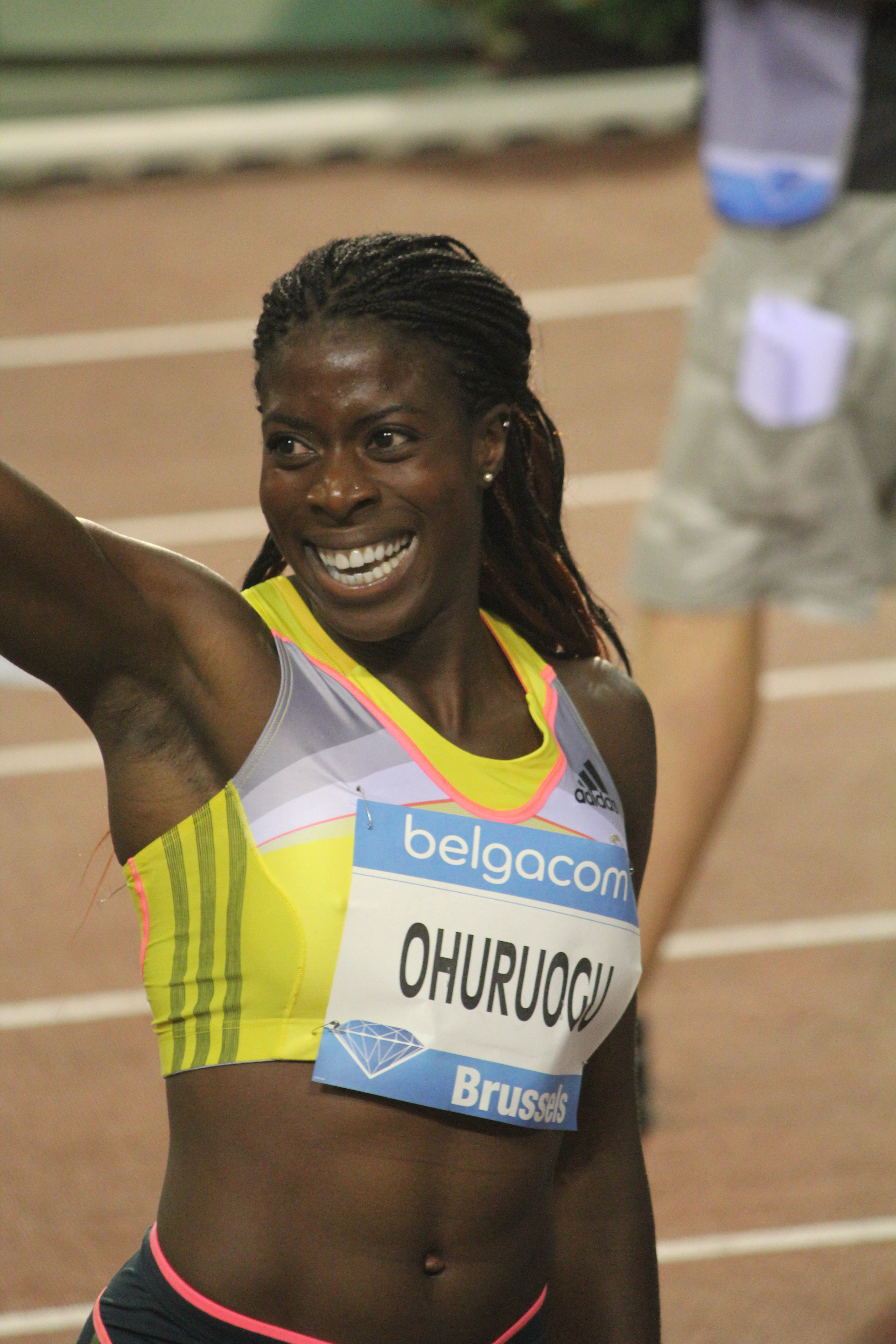
Christine Ohuruogu – ausgeschieden als Vierte des ersten Halbfinals

22. August 2004, 22:20 Uhr
| Platz | Name                 | Nation              | Zeit (s) |
| ----- | -------------------- | ------------------- | -------- |
| 1     | Ana Guevara          | Mexiko              | 50,15    |
| 2     | Christine Amertil    | Bahamas             | 50,17    |
| 3     | Sanya Richards-Ross  | USA                 | 50,54    |
| 4     | Christine Ohuruogu   | Großbritannien      | 51,00    |
| 5     | Tiandra Ponteen      | St. Kitts und Nevis | 51,33    |
| 6     | Swjatlana Ussowitsch | Belarus             | 51,42    |
| 7     | Hazel-Ann Regis      | Grenada             | 51,47    |
| 8     | Egle Uljas           | Estland             | 53,13    |

### Lauf 2

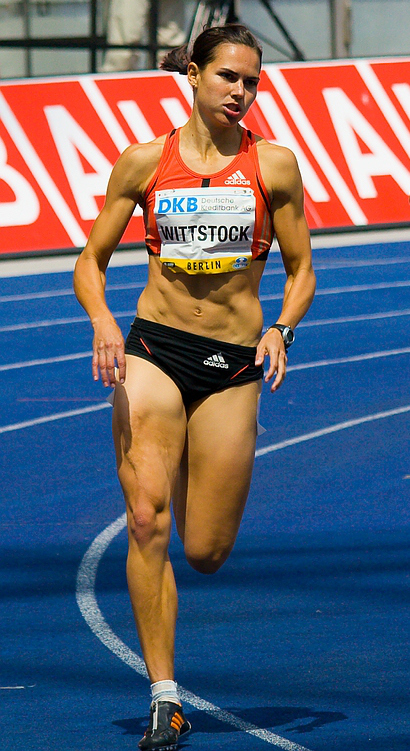
Estie Wittstock – ausgeschieden als Sechste des zweiten Halbfinals
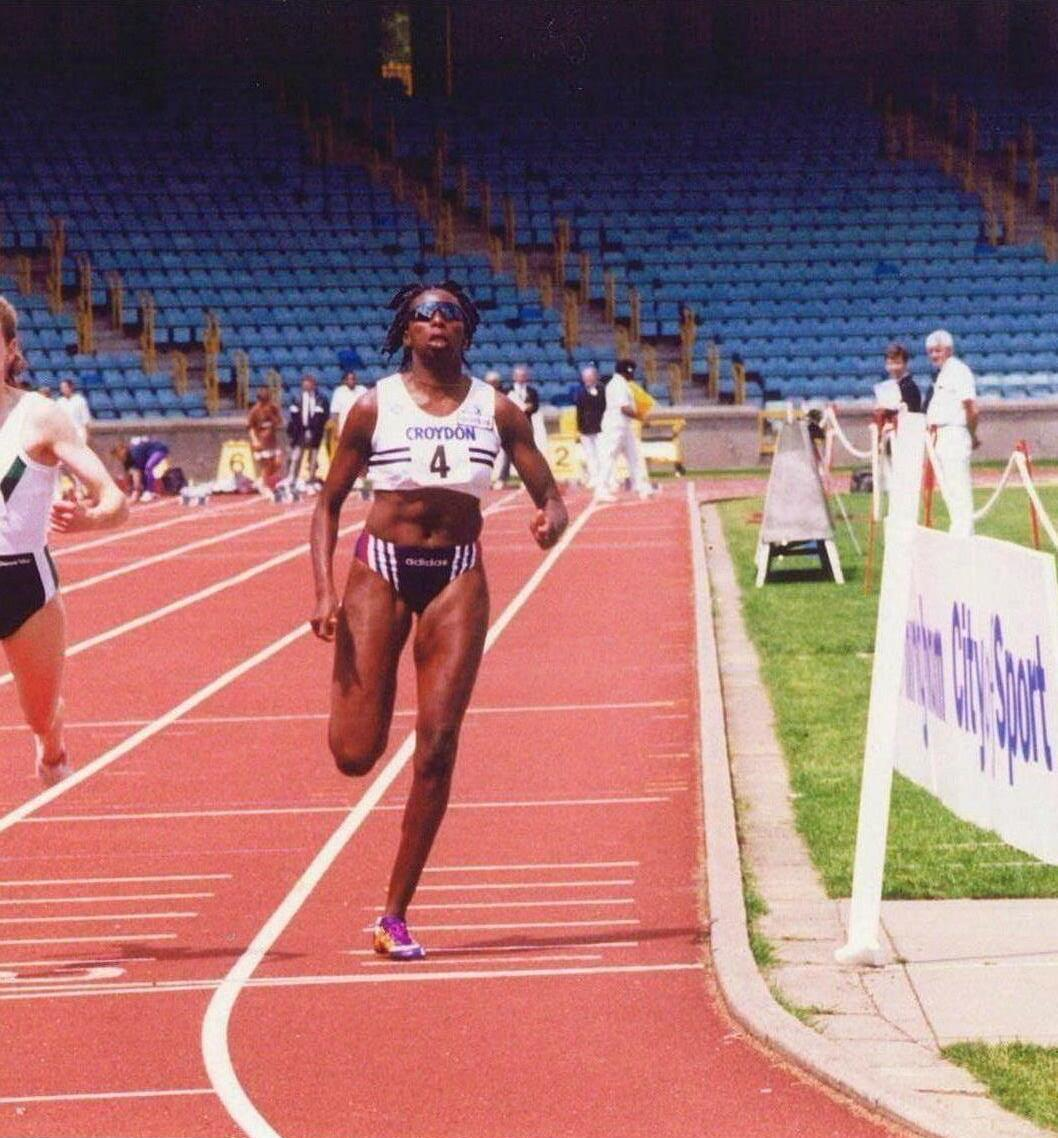
Donna Fraser – ausgeschieden als Siebte des zweiten Halbfinals

22. August 2004, 22:29 Uhr
| Platz | Name                     | Nation         | Zeit (s) |
| ----- | ------------------------ | -------------- | -------- |
| 1     | Tonique Williams-Darling | Bahamas        | 50,00    |
| 2     | DeeDee Trotter           | USA            | 50,14    |
| 3     | Natalja Nasarowa         | Russland       | 50,63    |
| 4     | Fatou Bintou Fall        | Senegal        | 51,21    |
| 5     | Kaltouma Nadjina         | Tschad         | 51,57    |
| 6     | Estie Wittstock          | Südafrika      | 51,77    |
| 7     | Donna Fraser             | Großbritannien | 51,94    |
| 8     | Grażyna Prokopek         | Polen          | 51,96    |

### Lauf 3

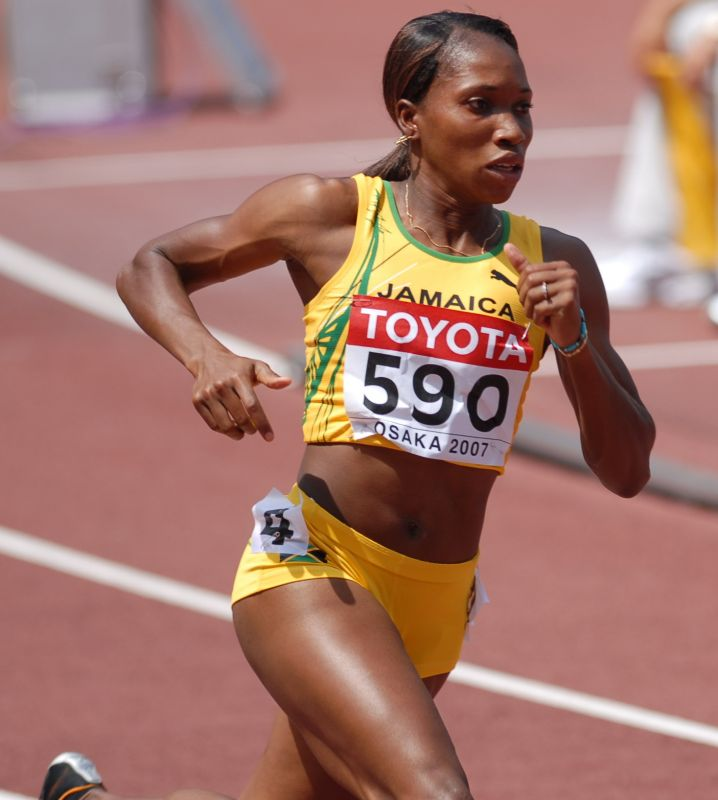
Novlene Williams-Mills – ausgeschieden als Dritte des dritten Halbfinals
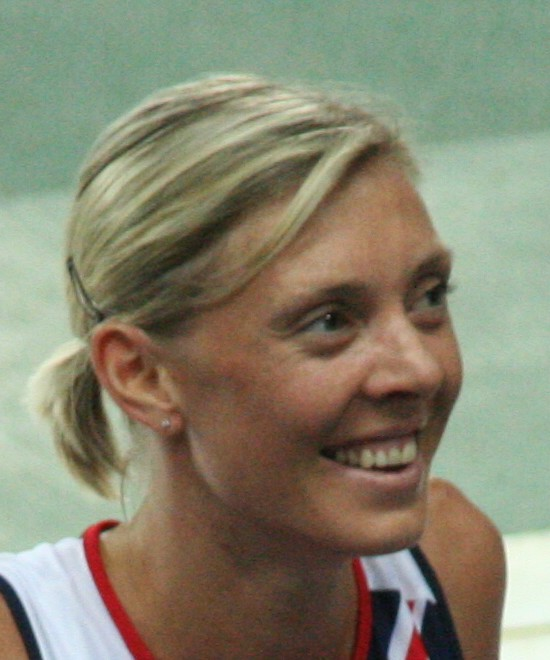
Lee McConnell – ausgeschieden als Achte des dritten Halbfinals

22. August 2004, 22:38 Uhr
| Platz | Name                   | Nation         | Zeit (s) |
| ----- | ---------------------- | -------------- | -------- |
| 1     | Monique Hennagan       | USA            | 49,88    |
| 2     | Natalja Antjuch        | Russland       | 50,04    |
| 3     | Novlene Williams-Mills | Jamaika        | 50,85    |
| 4     | Marijana Dimitrowa     | Bulgarien      | 51,20    |
| 5     | Aliann Pompey          | Guyana         | 51,61    |
| 6     | Antonina Jefremowa     | Ukraine        | 51,90    |
| 7     | Mireille Nguimgo       | Kamerun        | 52,21    |
| 8     | Lee McConnell          | Großbritannien | 52,63    |

## Finale
- Silbermedaillengewinnerin
Ana Guevara (hier im weißen Trikot)
- Bronzemedaillengewinnerin
Natalja Antjuch

24. August 2004, 22:50 Uhr
| Platz | Name                     | Nation   | Zeit (s) |
| ----- | ------------------------ | -------- | -------- |
| 1     | Tonique Williams-Darling | Bahamas  | 49,42    |
| 2     | Ana Guevara              | Mexiko   | 49,56    |
| 3     | Natalja Antjuch          | Russland | 49,89    |
| 4     | Monique Hennagan         | USA      | 49,97    |
| 5     | DeeDee Trotter           | USA      | 50,00    |
| 6     | Sanya Richards-Ross      | USA      | 50,19    |
| 7     | Christine Amertil        | Bahamas  | 50,37    |
| 8     | Natalja Nasarowa         | Russland | 50,65    |

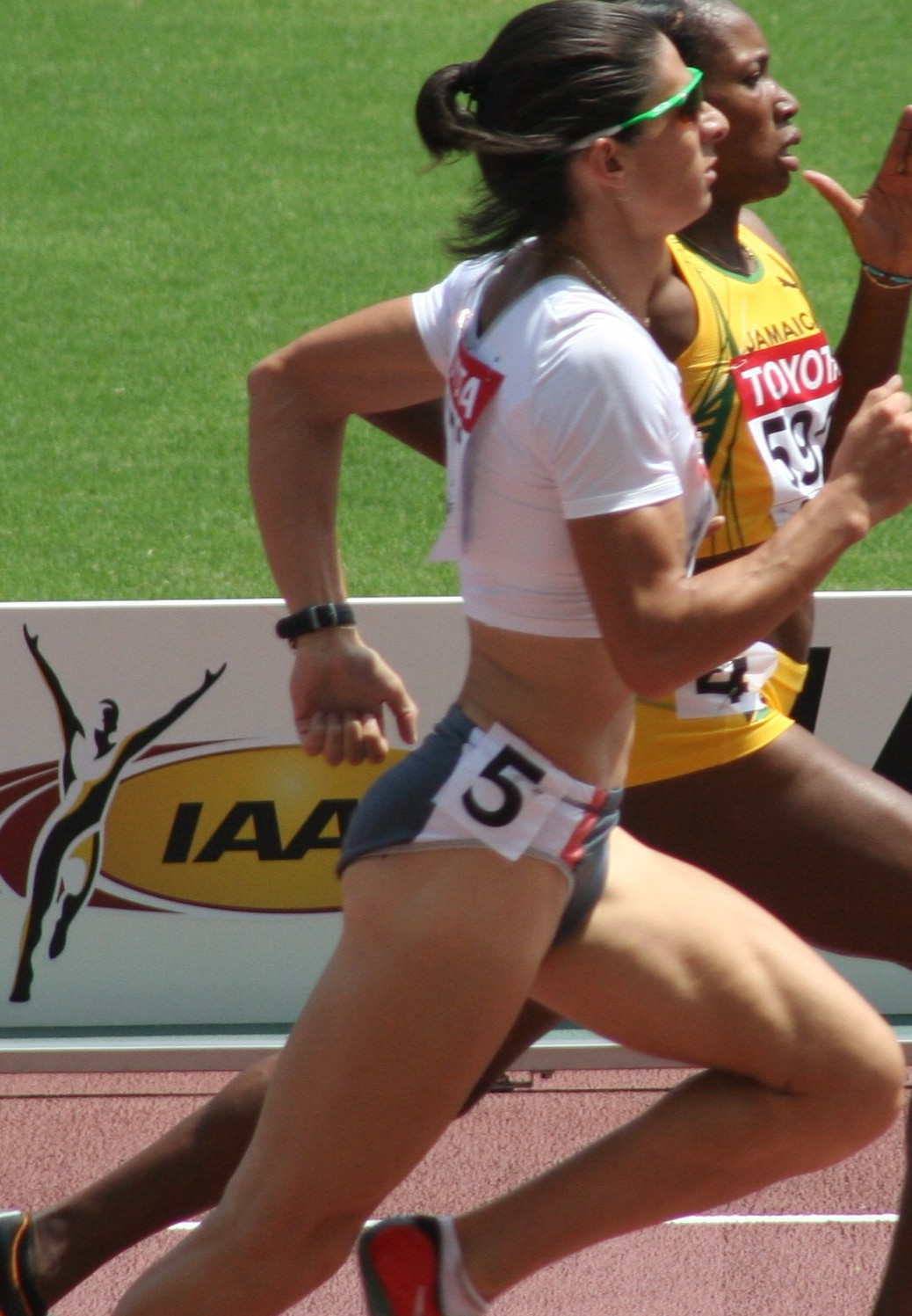
Silbermedaillengewinnerin Ana Guevara (hier im weißen Trikot)
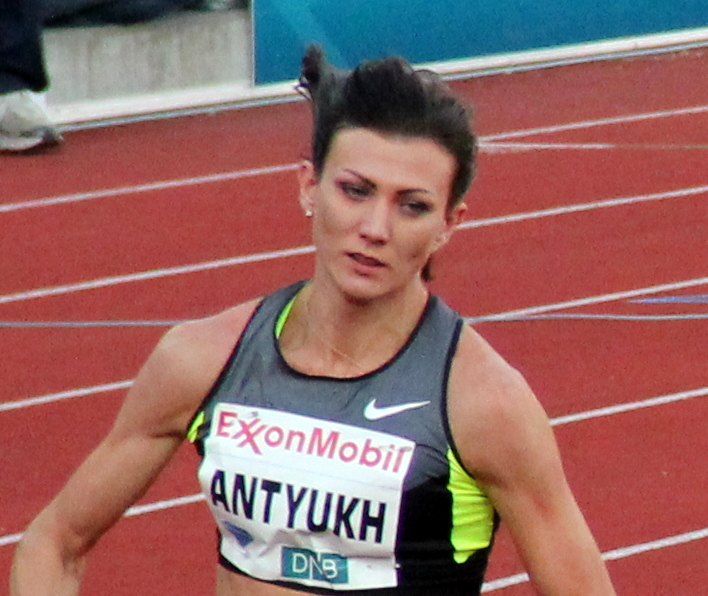
Bronzemedaillengewinnerin Natalja Antjuch

Für das Finale hatten sich alle drei US-Amerikanerinnen sowie zwei Athletinnen von den Bahamas, zwei Russinnen und eine Mexikanerin qualifiziert.
Die amtierende Weltmeisterin Ana Guevara aus Mexiko galt als die Favoritin auf die Goldmedaille. Die WM-Fünfte Tonique Williams-Darling von den Bahamas, die sich in diesem Jahr deutlich verbessert hatte, wurde als ihre stärkste Konkurrentin angesehen. Weitere Medaillenkandidatinnen waren die WM-Dritte und Weltmeisterin von 2001 Amy Mbacké Thiam aus dem Senegal sowie die drei US-Amerikanerinnen Monique Hennagan, Sanya Richards-Ross und DeeDee Trotter. Mbacké Thiam war allerdings bereits im Vorlauf ausgeschieden.
Im Finale war lange alles offen. Bei Streckenhälfte waren die Abstände unter den ersten fünf Läuferinnen äußerst eng. Zu Beginn der Zielgeraden führte Williams-Darling knapp vor Guevara und Richards-Ross. Die beiden Favoritinnen hatten auf den letzten sechzig Metern das deutlich beste Stehvermögen. Guevara schob sich immer näher an ihre Konkurrentin heran, doch letztendlich konnte sie nicht an ihr vorbeiziehen. Tonique Williams-Darling gewann mit einem Vorsprung von vierzehn Hundertstelsekunden auf Guevara. Richards hatte ihr Tempo nicht halten können und war zurückgefallen. Als Dritte erreichte die Russin Natalja Antjuch das Ziel vor den drei US-Läuferinnen Monique Hennagan, DeeDee Trotter und Sanya Richards-Ross. Christine Amertil von den Bahamas wurde Siebte, die Russin Natalja Nasarowa Achte.
Tonique Williams-Darling war die erste Olympiasiegerin und Medaillengewinnerin von den Bahamas im 400-Meter-Lauf der Frauen.
Ana Guevara gewann die erste mexikanische Medaille in dieser Disziplin.

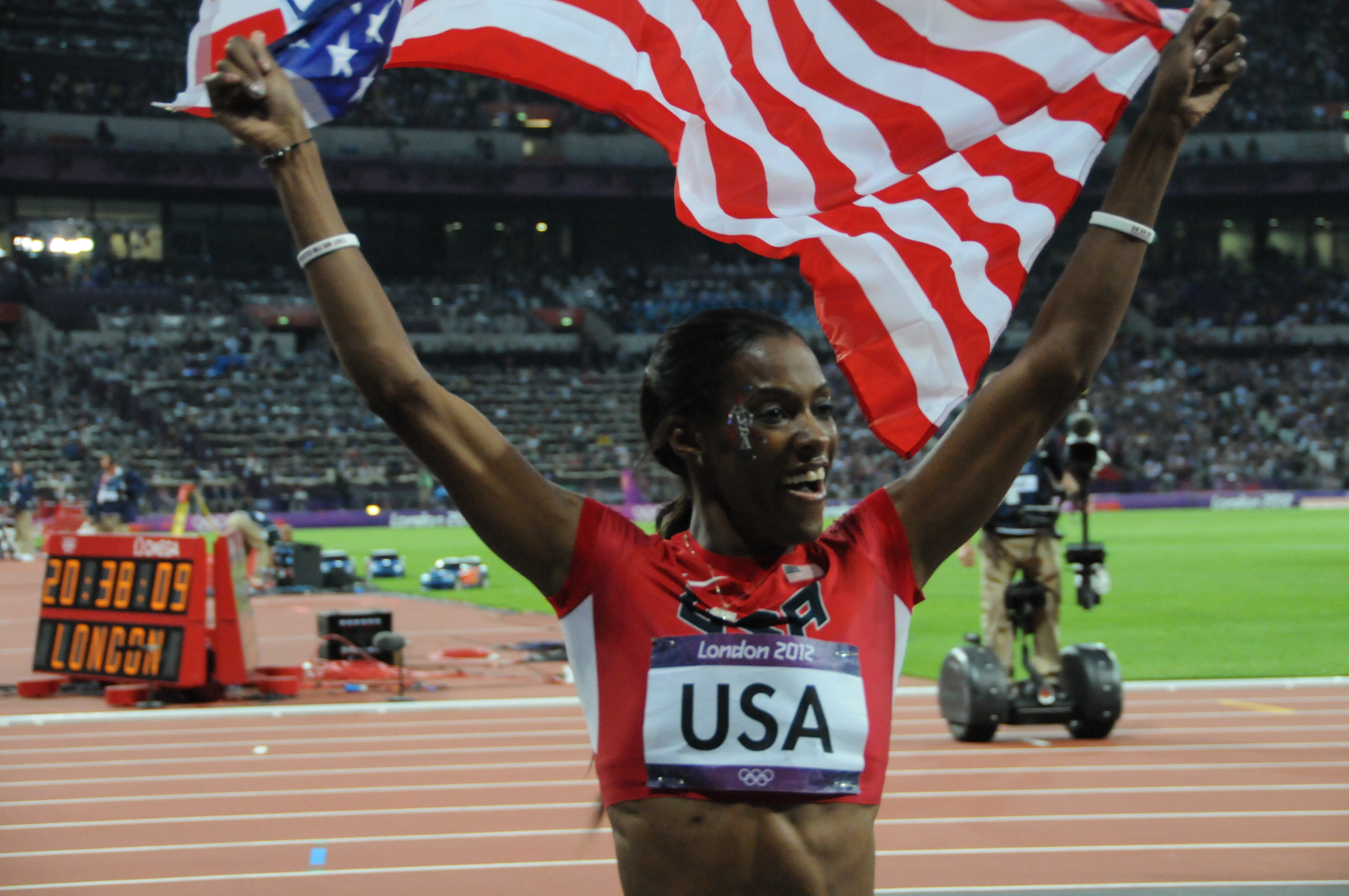
DeeDee Trotter (hier nach dem US-Staffelsieg bei den Spielen 2012) kam auf den fünften Platz
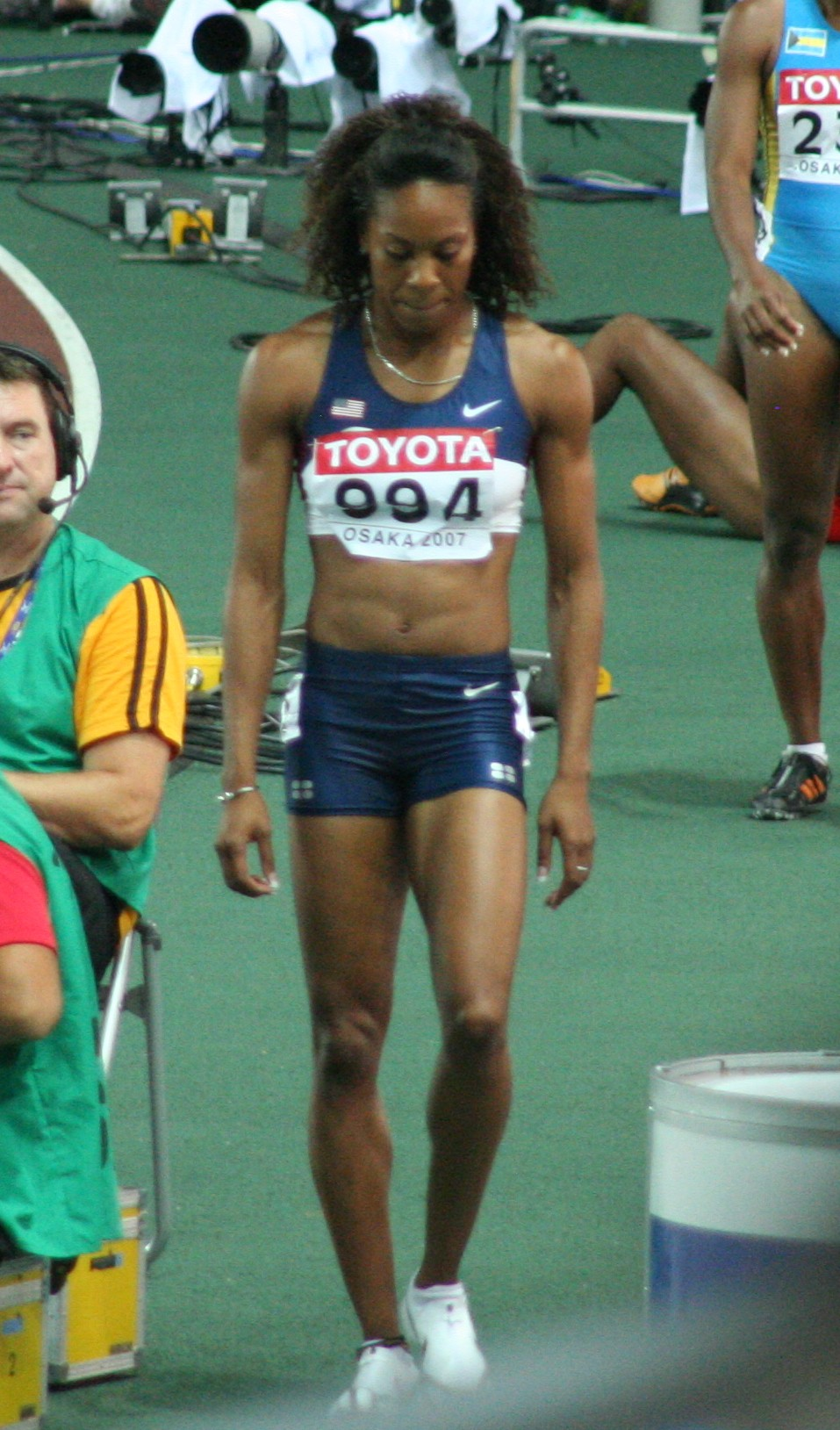
Sanya Richards-Ross belegte Rang sechs
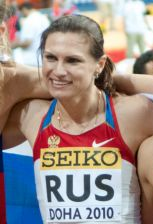
Die achtplatzierte Natalja Nasarowa

## Video
- 2004 Olympics Women's 400m, youtube.com, abgerufen am 23. Februar 2022